# Un medico, un uomo
Un medico, un uomo (The Doctor) è un film del 1991 diretto da Randa Haines.

## Trama
Jack MacKee è un medico chirurgo di successo. Uomo brillante e spregiudicato, ha una grande opinione di sé e una scarsa considerazione degli altri. Interamente assorbito dal prestigio e dai vantaggi della sua professione, trascura la moglie e il figlio, mostra poca empatia e poco tatto nel rapporto coi propri pazienti, opera non lesinando battute e freddure agli assistenti anche nel momenti più drammatici di un intervento. Sembra convinto che per fare il proprio lavoro si debba alzare un muro verso i pazienti e difendersi dai sentimenti che essi possono suscitare, così da non correre il rischio di farsi coinvolgere troppo. Improvvisamente però, quando gli viene diagnosticato un tumore alla laringe, si trova nel ruolo del paziente bisognoso di cure e deve subire analisi fastidiose, la supponenza e l'arroganza degli altri medici.
Questo cambiamento di prospettiva gli apre gli occhi sui valori dei rapporti umani di comprensione e di solidarietà con gli altri malati. Fra questi spicca la giovane June Ellis, la quale ha avuto in ritardo la diagnosi di un tumore cerebrale, per colpa dell'assicurazione che non le ha consentito l'unico esame (assai costoso) in grado di diagnosticarlo in tempo. Nonostante sappia di essere condannata, la donna ha una grande forza d'animo e un atteggiamento positivo verso la vita, soprattutto verso il prossimo. Jack è sposato con Anne, e da tempo il dialogo tra i due è ridotto a formule di convenienza. Entrambi sono impegnati nelle rispettive vicissitudini professionali e la nuova situazione li costringe ad avvicinarsi, benché un'invisibile barriera sembri sempre frapporsi alla sincerità del loro dialogo. Jack fatica a riconoscersi nel ruolo di soggetto bisognoso d'aiuto e non riesce a comunicare con la moglie. Tra l'altro, Anne interpreta erroneamente l'amicizia tra Jack e June, anche perché, per distrarre la giovane, lui le offre un viaggio nel Nevada per assistere a uno spettacolo cui ella teneva molto, e che in passato aveva perso per sottoporsi alla radioterapia. Ma invece di andare al concerto, si fermano a parlare nel deserto, e sulle rive di un lago improvvisano una danza.
Costretto a operarsi per il proliferare del tumore, Jack decide di non volere essere curato da un medico emotivamente distante, com'era anche lui prima della malattia, così decide di troncare il rapporto con la gelida otorinolaringoiatra che lo ha in cura e si affida ad un collega "rivale" che aveva sempre snobbato, l'ebreo Eli Blumfield. Blumfield lo opera e riesce a salvarlo: June muore ma lascia a Jack una lettera con un apologo, in cui lo invita ad aprirsi sinceramente al prossimo, se vorrà essere veramente felice. Riconquistato il rapporto con la moglie, Jack ritrova anche la voce, e ritorna ai propri compiti di chirurgo. Nel ricordo di June, i suoi rapporti coi pazienti acquistano tratti comprensivi e dimensioni di umana pietà.